# Cynoglossus lida
 Cynoglossus lida és un peix teleosti de la família dels cinoglòssids i de l'ordre dels pleuronectiformes que es troba des de les costes de l'Àfrica oriental, Pakistan i l'Índia fins a Malàisia i Filipines.